# Katelyn Ohashi
Katelyn Michelle Ohashi (Seattle, 12 d'abril de 1997) és una gimnasta artística estatunidenca, que competeix per a la Universitat de Califòrnia a Los Angeles (UCLA). Ha estat sis vegades All-America i quatre vegades membre de la selecció de gimnàstica dels Estats Units júnior, guanyadora del Campionat nacional júnior de 2011 i guanyadora de la Copa Americana de 2013. El gener de 2019 esdevingué famosa en diverses xarxes de mitjans de comunicació per la seva puntuació perfecta de 10 al Collegiate Challenge de 2019, el quart perfecte 10 en exercici de terra de la seva carrera.

## Orígens
Ohashi nasqué el 12 d'abril de 1997 a la ciutat estatunidenca de Seattle, capital de l'estat de Washington, sent filla de Richard i Diana Ohashi, l'última havent estat gimnasta d'institut. Té tres germans més grans (Ryan, Kyle i Kalen) i és de descendència alemanya i japonesa. L'any 2006, la seva mare, Diana Ohashi, i el més jove dels seus germans, Kalen, marxaren a viure a Kansas City, Missouri. Tres anys més tard, ho feren a Plano, Texas.
Assistí a l'Acadèmia Spring Creek abans de graduar-se l'any 2015 a l'Institut Sènior de Plano. A la tardor d'aquell mateix any començà a cursar Estudis de gènere a la Universitat de Califòrnia a Los Angeles (UCLA), graduant-se l'any 2019. Ohashi començà la pràctica de la gimnàstica als tres anys.
Ohashi tingué problemes d'imatge corporal i fou víctima d'insults pel cos que tenia.Rebé assessorament de salut mental que, segons ella, fou «crucial per al meu creixement com a persona i per a la meva salut mental».

## Carrera esportiva

### Júnior

#### 2009
Al començament de la seva carrera professional, Ohashi entrenà amb Al Fong al Great American Gymnastics Express (GAGE) de Blue Springs, Missouri. Debutà amb dotze anys a l'escena nacional de gimnàstica dels Campionats Nacionals Olímpics Júnior de 2009. En aquests, assolí la primera posició en exercici de terra, empatà a la segona en barres asimètriques, quarta en conjunt global i empatà a la setena en salt sobre cavall.
Competí en la seva primera trobada d'elit als Estats Units a Des Moines, Iowa, on aconseguí la quarta posició en exercici de terra de la divisió juvenil, empatà a la cinquena en barra d'equilibri i finalitzà novena en el conjunt global. Aquest resultat li permeté classificar-se als Campionats Nacionals, a Dallas, on quedà segona a l'exercici de terra, sisena a la barra d'equilibri i desena en el conjunt global i, gràcies a això, seleccionada a l'equip nacional júnior. Poc després del Campionats Nacionals, es traslladà a Plano, Texas, per a entrenar a la WOGA.

#### 2010
A la divisió juvenil del Clàssic dels EUA, disputat a Chicago, guanyà les medalles d'argent en conjunt global, barres asimètiques, biga d'equilibri i exercici de terra. Als Campionats Nacionals dels EUA, disputats al juliol a Hartford, Connecticut, guanyà la competició en barres asimètriques, i se situà tercera en el conjunt global i empatà quarta a l'exercici de terra, mentre que en biga fou cinquena i en salt sobre cavall setena.
A la Bumbo Classic de 2010, a Pretòria, Sud-àfrica, es penjà les medalles d'or de la divisió júnior en conjunt global, exercici de terra i salt sobre cavall, així com les medalles d'argent en barres asimètriques i barra d'equilibri.

#### 2011
A la divisió juvenil del Trofeu Ciutat de Jesolo de 2011, ajudà als EUA a guanyar la competició d'equip i, individualment, guanyà una medalla d'or en exercici de terra. En d'altres modalitats acabà empatant segona a barres, tercera en conjunt global, quarta en barra d'equilibri i cinquena en salt sobre cavall.
Al Clàssic dels EUA, celebrat a Chicago, guanyà la medalla d'argent en barra d'equilibri amb una puntuació de 14.95, i empatà cinquena en salt amb Kiana Winston (14.55). Als Campionats Nacionals dels EUA, celebrats a l'agost, guanyà el títol juvenil amb una puntuació total de 120,95 durant dues nits, derrotant a la defensora del títol, Kyla Ross.
Als Campionats Nacionals dels EUA, disputats el març de 2011, s'adjudicà la medalla d'or en barres asimètriques realitzant moviments com un el-grip endo per a pujar a Jaeger, un Gienger i un desmuntatge entaforat doble-doble. La rutina guanyadora en barra d'equilibri fou una de les més difícils del món, presentant un traçat posterior que torça per complet, un estant aràbic, un Onodi i un desmuntatge complet en picat. També guanyà l'exercici de terra amb una rutina que incloïa un plec de puny i un torn de dos minuts i mig per davant. Al salt sobre cavall, realitzà un Iurtxenko de doble torsió i acabà quarta.

### Sènior
El març de 2013 guanyà la Copa Americana, derrotant a la compatriota Simone Biles. Tanmateix, a l'abril, hagué de realitzar-se una intervenció quirúrgica a l'espatlla, que l'impedí competir durant la resta de l'any. En una entrevista al Classic WOGA de 2014, afirmà que no estava segura de la seva capacitat per a continuar a nivell d'elit internacional després de la lesió. A finals d'aquell mateix any, patí una lesió a l'esquena que li requerí novament cirurgia i no tornà a competir fins al 2015.

### Nivell 10
Al 2015, abandonà la competició d'elit al nivell 10. La seva primera competició des del 2013 fou la Texas Prime Meet, on actuà només amb salt sobre cavall, barra d'equilibri i exercici de terra. Posteriorment, al 6 de febrer, competí a la Copa Pikes Peak de Colorado Springs, Colorado, en la que resultà dissetena en conjunt global i segona a l'esdeveniment final de salt sobre cavall amb una puntuació de 9,850. Després, al 14 de febrer, competí al Classic WOGA de 2015 i es col·locà en catorzè lloc en conjunt global, competint només en tres modalitats. Al 20 de febrer competí al Legends Invitational, a Los Angeles, Califòrnia, on se situà tretzena en conjunt global i segona en salt sobre cavall.

### Col·legiata
Ohashi s'uní a l'equip de gimnàstica Bruins de la UCLA per a la temporada 2015-2016 i fou la Freshman of the Week PAC-12 quatre vegades. No obstant això, en una competició contra els Wildcats d'Arizona, el límit de la barra d'equilibri d'Ohashi s'enfonsà, causant que caigués sobre el seu coll quan desmuntava. Les proves mèdiques demostraren que patí una fractura d'estern, una lesió que la mantingué fora durant quatre setmanes.
A la temporada següent, acabà la fase regular en el número 1 a la barra d'equilibri, assolint dos registres de perfecte 10. A la temporada 2018 millorà les seves actuacions respecte a l'anterior. Aconseguí tres resultats de perfecte 10 en exercici de terra, el primer de la seva carrera professional en aquesta modalitat, i marcà els seus millor resultats en barres asimètriques, salt sobre cavall i conjunt global. Acabà la temporada regular com a primera en exercici de terra i tercera en barra d'equilibri, i fou nomenada Especialista PAC-12 de l'any. Entrant en els campionats nacionals competí en terra i barra, assolint la primera i la quarta posició respectivament, convertint-se en la seva primera victòria del campionat nacional. A la nit següent, assolí guanyar un altre títol nacional amb l'equip UCLA a la prova Super Sis, on anotà dos registres de 9,95 al terra i a la barra. Al Collgiate Challenge 2019, guanyà amb un resultat de perfecte 10 amb una rutina d'exercici de terra que inclogué una barreja d'èxits musicals de pop i R&B, que realitzà per segona vegada i fou àmpliament compartida a les xarxes socials de mitjans de comunicació.

#### Registres de perfecte 10[25]
| Any  | Data         | Modalitat         | Competició                |
| ---- | ------------ | ----------------- | ------------------------- |
| 2017 | 5 de març    | Barra d'equilibri | UCLA vs UC Berkeley       |
| 2017 | 12 de març   | Barra d'equilibri | UCLA vs UNC               |
| 2018 | 4 de febrer  | Exercici de terra | UCLA vs Oklahoma          |
| 2018 | 25 de febrer | Exercici de terra | UCLA vs Estat d'Oregon    |
| 2018 | 13 de març   | Exercici de terra | UCLA vs Estat de San José |
| 2019 | 12 de gener  | Exercici de terra | Collegiate Challenge      |
| 2019 | 10 de febrer | Exercici de terra | UCLA @ Washington         |
| 2019 | 16 de febrer | Exercici de terra | UCLA vs Arizona           |
| 2019 | 3 de març    | Exercici de terra | UCLA @ Oklahoma           |
| 2019 | 17 de març   | Exercici de terra | UCLA vs Utah State        |
| 2019 | 23 de març   | Exercici de terra | Campionat Pac-12          |

## Resultats esportius

### Júnior
| Any  | Esdeveniment                  | Equip        | AA                | VT           | UB               | BB               | FX                |
| ---- | ----------------------------- | ------------ | ----------------- | ------------ | ---------------- | ---------------- | ----------------- |
| 2009 | Clàssic dels EUA              |              | 9                 | 18           | 15               | 5                | 4                 |
| 2009 | Campionats Nacionals dels EUA |              | 10                | 22           | 20               | 6                | Medalla d'argent  |
| 2010 | Clàssic dels EUA              |              | Medalla d'argent  | 8            | Medalla d'argent | Medalla d'argent | Medalla de bronze |
| 2010 | Campionats Nacionals dels EUA |              | Medalla d'argent  | 7            | Medalla d'or     | 5                | 4                 |
| 2010 | Bumbo Clàssic                 |              | Medalla d'or      | Medalla d'or | Medalla d'argent | Medalla d'argent | Medalla d'or      |
| 2011 | Trofeu Ciutat de Jesolo       | Medalla d'or | Medalla de bronze | 5            | Medalla d'argent | 4                | Medalla d'or      |
| 2011 | Clàssic dels EUA              |              | Medalla de bronze | 5            | Medalla d'or     | Medalla d'argent | 9                 |
| 2011 | Campionats Nacionals dels EUA |              | Medalla d'or      | 4            | Medalla d'or     | Medalla d'or     | Medalla d'or      |
| 2012 | Campionats Pacífic Rim        | Medalla d'or | Medalla d'or      |              | Medalla d'or     | Medalla d'or     | Medalla d'or      |
| 2012 | Trofeu Ciutat de Jesolo       | Medalla d'or |                   |              | Medalla d'or     | Medalla d'or     |                   |
| 2012 | Clàssic dels EUA              |              |                   |              | Medalla d'or     | 8                |                   |
| 2012 | Campionats Nacionals dels EUA |              | 5                 | 11           | Medalla d'or     | Medalla d'argent | Medalla d'argent  |

### Sènior
| Any  | Esdeveniment   | Equip | AA           | VT | UB | BB | FX |
| ---- | -------------- | ----- | ------------ | -- | -- | -- | -- |
| 2013 | Copa Americana |       | Medalla d'or |    |    |    |    |

### NCAA
| Any  | Esdeveniment          | Equip             | AA | VT | UB | BB                | FX           |
| ---- | --------------------- | ----------------- | -- | -- | -- | ----------------- | ------------ |
| 2016 | Campionats PAC-12     | Medalla d'or      |    |    |    | 7                 |              |
| 2016 | Campionats de la NCAA | 5                 |    |    |    |                   |              |
| 2017 | Campionats PAC-12     | Medalla de bronze |    |    |    | Medalla d'argent  |              |
| 2017 | Campionats de la NCAA | 4                 |    |    |    | 8                 |              |
| 2018 | Campionats PAC-12     | Medalla d'or      |    |    |    | Medalla de bronze | Medalla d'or |
| 2018 | Campionats de la NCAA | Medalla d'or      |    |    |    | 4                 | Medalla d'or |
| 2019 | Campionats PAC-12     | Medalla d'or      |    |    |    | Medalla d'or      | Medalla d'or |
| 2019 | Campionats de la NCAA | Medalla de bronze |    |    |    | Medalla de bronze | 7            |